# Listă de filme de groază din 1975
Aceasta este o listă de filme de groază din 1975.